# Avant que de tout perdre
Pour plus de détails, voir Fiche technique et Distribution.
Avant que de tout perdre est un court métrage français écrit et réalisé par Xavier Legrand, sorti en 2013.
Il remporte le Grand prix du Festival de Clermont-Ferrand 2013. Il est également sélectionné aux Oscars du cinéma 2014 dans la catégorie meilleur court métrage en prises de vues réelles et a obtenu le César du meilleur court métrage en 2014.
Le long métrage Jusqu'à la garde, du même réalisateur, en est une suite, avec les mêmes personnages et certains interprètes en commun, dont Léa Drucker et Denis Ménochet.
Ce court-métrage a été tourné en intégralité dans le Pays de Montbéliard (Bart, Dung, Bavans, Montbéliard).

## Synopsis
Un jeune garçon fait mine de se rendre à l'école et se cache sous un pont. Une adolescente en larmes attend prostrée sur le banc d’un arrêt de bus. Une femme vient les chercher tour à tour et les conduit sur le parking d'un hypermarché. Les enfants sortent du véhicule, la femme ouvre le coffre pour en extraire un gros sac poubelle. Ils entrent alors tous les trois précipitamment dans le magasin.

## Fiche technique
- Titre : Avant que de tout perdre
- Titre international : Just Before Losing Everything
- Réalisation : Xavier Legrand
- Scénario : Xavier Legrand
- Photographie : Nathalie Durand
- Montage : Yorgos Lamprinos
- Décors : Jérémie Sfez
- Production : Alexandre Gavras
- Sociétés de production : KG Productions, Canal+, Centre National du Cinéma
- Société de distribution : TV5 Monde (télévision)
- Pays d'origine :  France
- Langue : français
- Genre : drame
- Durée : 29 minutes
- Dates de sortie :
  -  France : 23 janvier 2013 (Festival Premiers Plans d'Angers)

## Distribution
- Léa Drucker : Miriam
- Denis Ménochet : Antoine
- Anne Benoît : Gaëlle
- Miljan Chatelain : Julien
- Mathilde Auneveux : Joséphine
- Claire Dumas : Sophie
- Stéphane Shoukroun : Didier
- Brigitte Barilley : Martine
- Christian Benedetti : M. Savelli
- Catherine Lefroid : Mme Bollocq
- Eric Borgen : M. Biondel
- Lilia Abaoub : Rofia

## Distinctions

### Récompenses
- Festival international du court métrage de Clermont-Ferrand 2013 : Grand prix national, Prix du public, Prix de la presse Télérama et Prix de la jeunesse
- Festival Premiers Plans d'Angers 2013 : Prix du public
- City of Lights, City of Angels 2013 : Prix spécial du jury
- Festival international du court métrage de Bruxelles 2013 : Prix du public
- Grand Prix Unifrance 2013
- Festival du court métrage en plein air de Grenoble 2013 : Prix du meilleur scénario
- Festival international du film de Melbourne 2013 : Cinema Nova Award
- Festival international des courts métrages de Ciudad Juarez 2013 : meilleur film international
- Festival du court métrage de Villeurbanne 2013 : Prix du public

- César du cinéma 2014 : meilleur court métrage
- My French Film Festival 2014 : Prix de la presse internationale

### Sélections et nomination
- Festival international du court métrage d'Aix-en-Provence 2013
- Festival du cinéma de Brive 2013
- Festival du film français au Japon 2013
- Festival du film de Gindou 2013
- Festival du film francophone de Namur 2013

- Oscars du cinéma 2014 : Oscar du meilleur court métrage en prises de vues réelles

## Accueil critique
Le film est un succès au Festival international du court métrage de Clermont-Ferrand où il remporte le Grand prix, le Prix du public, le Prix de la presse et le Prix de la jeunesse.
En revanche, les Cahiers du cinéma, dans leur compte-rendu du festival, sont extrêmement négatifs à son égard. Ils qualifient le film d'« arnaque », trouvent son suspense « mécanique » et le jugent creux comme un « téléfilm en pilote automatique. »